# 格洛斯特灰衣修道院

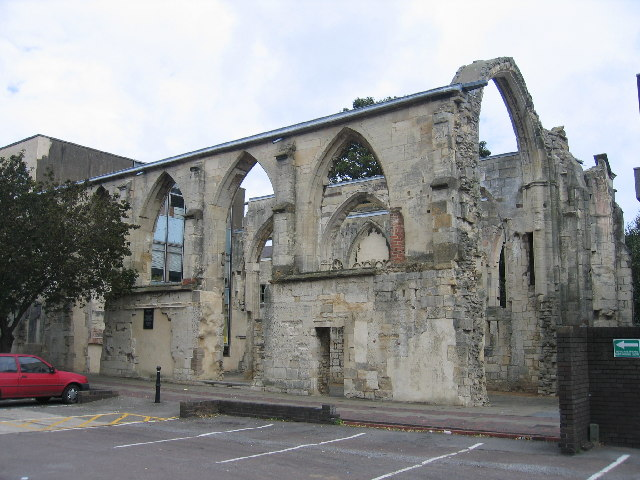
16世纪修道院教堂遗址

灰衣修道院 （Greyfriars）是英格兰格洛斯特的一座中世纪修道院，由方济各会创建于1231年。
约在1518年，当地的贝克利家族，即贝克利城堡的主人，出资重建了修道院教堂，为哥特式风格，遗址尚存。1952年1月23日由英格兰遗产委员会列为一级登录建筑。